# Еренсія (Сьюдад-Реаль)
Еренсія (ісп. Herencia) — муніципалітет в Іспанії, у складі автономної спільноти Кастилія-Ла-Манча, у провінції Сьюдад-Реаль. Населення — 9215 осіб (2010).
Муніципалітет розташований на відстані близько 120 км на південь від Мадрида, 65 км на північний схід від Сьюдад-Реаля.

## Демографія
Динаміка населення (INE ):

## Галерея зображень

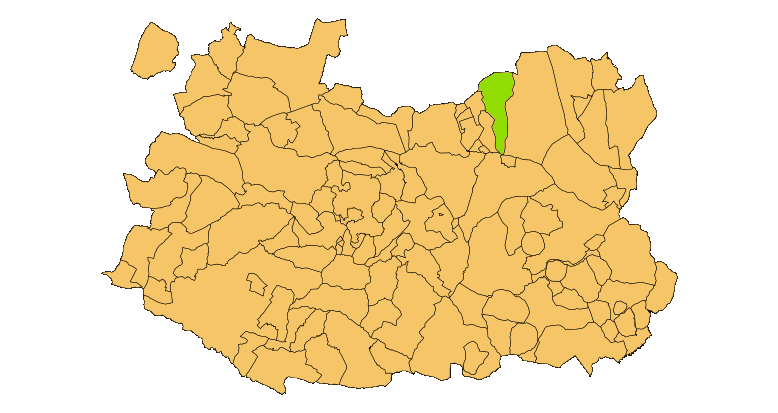
Розташування муніципалітету Еренсія у провінції
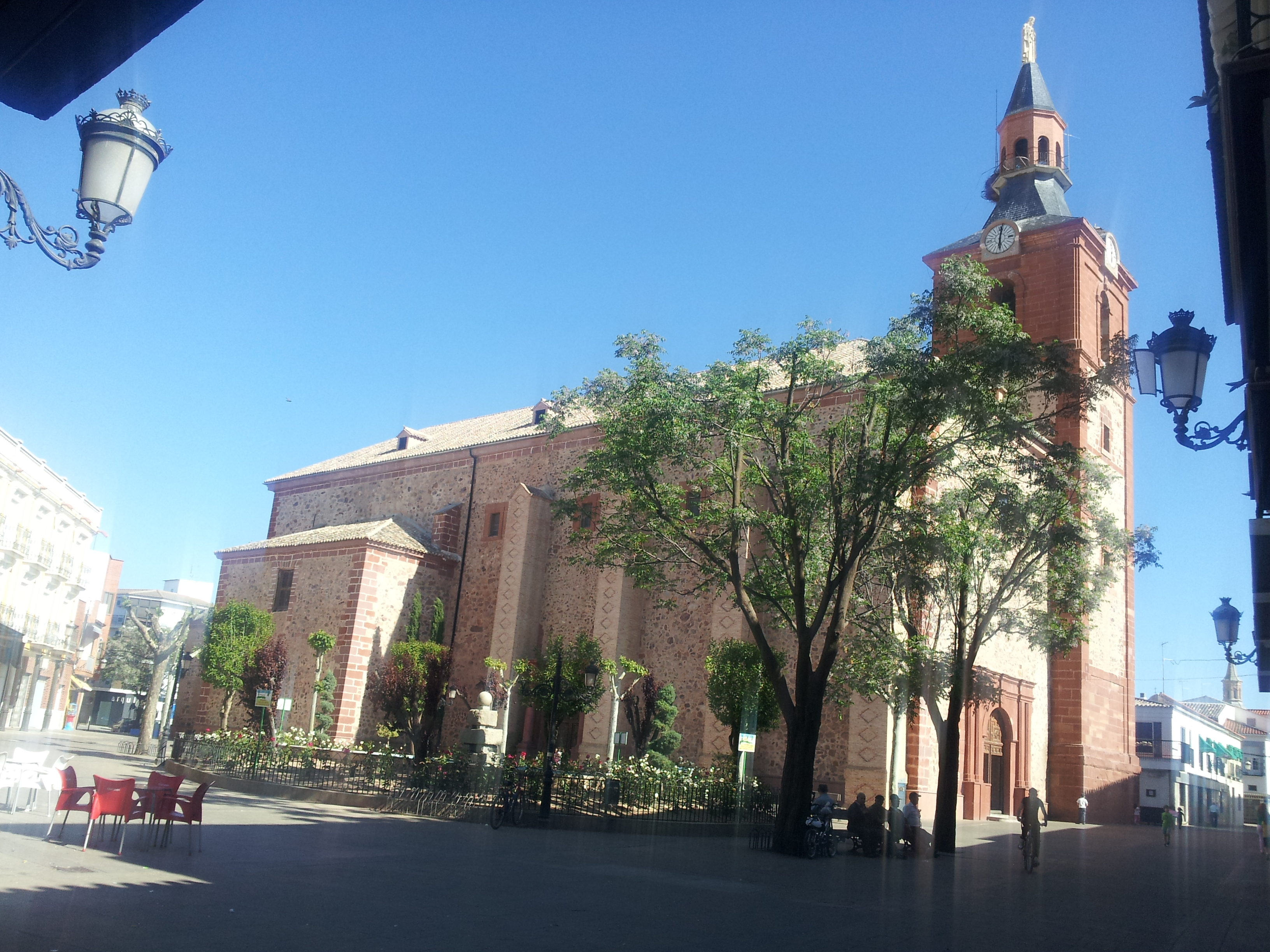
Церква у Еренсії
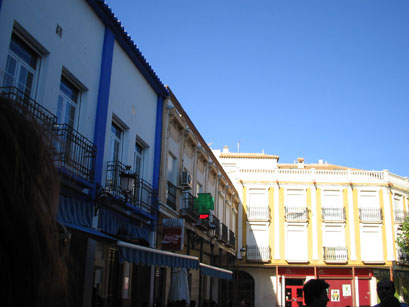
Центральна площа
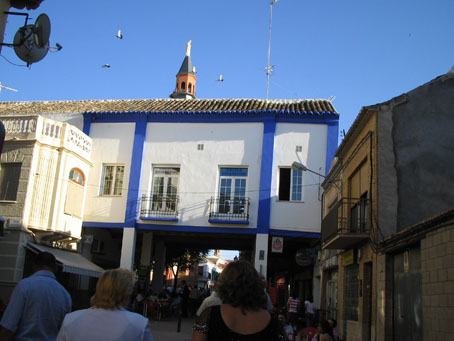
Пласа-Майор
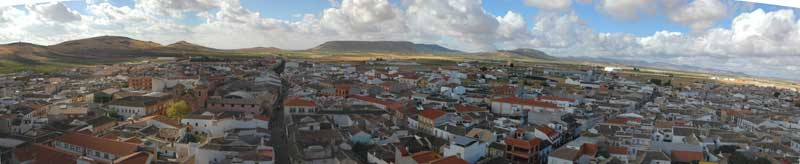
Еренсія, панорама